# Pako
Pako – wieś w Słowenii, w gminie Borovnica. W 2018 roku liczyła 156 mieszkańców.